# Chùm nho uất hận
Chùm nho uất hận (tiếng Anh: The Grapes of Wrath), còn có tên trên bản dịch là Chùm nho thịnh nộ là tiểu thuyết của văn hào John Steinbeck, bao gồm 30 chương, phản ánh những biến đổi sâu sắc trong nông thôn nước Mỹ khoảng những năm đầu thế kỷ 20 dưới ảnh hưởng mạnh mẽ của thời đại công nghiệp hóa. Với tác phẩm này, Steinbeck đã được trao giải Pulitzer vào năm 1940. Năm 1962, Steinbeck được trao giải Nobel Văn học, mà Chùm nho uất hận là sáng tác chính của Steinbeck được Viện Hàn lâm Thụy Điển đưa ra như một trong những lý do trao giải. Tạp chí Time liệt kê tác phẩm này trong danh sách 100 tiểu thuyết Anh ngữ hay nhất từ năm 1923 đến nay. Kết quả tuyển chọn dựa theo tiêu chí bình chọn Những kiệt tác thế giới được dịch ra chữ Hán do Bộ Văn hóa Trung Quốc tổ chức những năm 1980-1981 xếp Chùm nho uất hận là một trong 100 cuốn sách ảnh hưởng khắp thế giới.

## Hoàn cảnh sáng tác
Bối cảnh hiện thực và nguyên nhân sáng tác Chùm nho uất hận có nguyên ủy từ cuối thập niên 20 đến thập niên 30 khi nền kinh tế Mỹ lâm vào khủng hoảng cùng với sự thất nghiệp hàng loạt của công nhân thành thị, công nhân đồn điền và sự khó khăn trong cuộc sống của họ. Mùa thu 1937, John Steinbeck theo bước chân di cư của những người nông dân bang Oklahoma lưu lạc đến California, tận mắt chứng kiến nỗi gian nan khốn khổ của người dân khi bị ép buộc phải rời bỏ quê hương, đã đồng cảm và xúc động sâu xa sáng tác nên thiên truyện nổi tiếng Chùm nho uất hận mà ngay từ khi ra đời đã thu hút một lượng độc giả đông đảo. Lời đánh giá của Viện Khoa học hoàng gia Thụy Điển vào năm 1962 khi Steinbeck đoạt giải Nobel văn học: sáng tác thông qua chủ nghĩa hiện thực, giàu tưởng tượng, biểu hiện sự hài hước, giàu lòng cảm thông và sự quan sát nhạy bén đối với xã hội, ở mức độ lớn là gắn với tác phẩm này.

## Nội dung
Chùm nho uất hận đưa độc giả tới bang Oklahoma miền Đông nước Mỹ vào một mùa hè oi bức khi những gia đình tiểu chủ ở đây bị tịch thu đất đai và buộc phải rời bỏ ruộng đồng để di cư về miền Tây sinh sống.
Tiểu thuyết tập trung miêu tả quá trình di cư của gia đình Joad (hay còn gọi là gia đình nhà Tôm). Hạn hán nặng nề khiến lương thực không thu hoạch được và đất đai bị thôn tính hầu hết, những người nông dân không còn cách nào khác hơn để tiếp tục sinh sống, buộc phải rời bỏ quê hương. Chàng Tom mới ra tù cùng người nhà nhanh chóng chuẩn bị di cư đến California trên một chuyến xe cũ nát chở quá tải. Hành trình với muôn vàn gian khổ khốn khó khi xe bị hỏng liên tục, đói, khát, ông bà nội liên tiếp qua đời và người con trai, người con rể liên tục bỏ trốn, khi đến California cả nhà Tôm gồm 12 người đã chỉ còn 8 người.
Thế nhưng California hoàn toàn không phải là thiên đường trong mơ đối với gia đình Tom. California đã có hơn 300.000 dân di cư, và còn nhiều hơn như thế những kẻ đang muốn đi tìm một địa đàng trần gian. Những con đường lớn chen chúc những con người điên rồ, chạy vạy khắp nơi như đàn kiến, vỡ đầu sứt trán để tìm một công việc hèn mọn sinh nhai. Gia đình Tom cũng không nằm ngoài số đó, tiêu đến những đồng tiền cuối cùng trong túi, họ đã rất hối hận và tuyệt vọng vì dựa vào một tờ truyền đơn quảng cáo thiên đường vùng kinh tế mới mà nhẹ dạ đưa cả nhà đến miền Tây, và Tom một tháng trôi qua chỉ tìm được việc làm thuê trong vòng 5 ngày.
Vì sự khốn cùng trong hành trình, các nông phu đã kiên trì lập hợp đồng, đấu tranh cố định tiền lương, nhưng chủ thuê lại ăn nói úp mở và khiến những người đồng ý bị mắc mưu. Yêu cầu hợp tình hợp lý của các nông phu khiến ông chủ tức giận, họ quyết định gọi những sĩ quan cảnh sát cùng đi xe đến, bảo vệ lẫn nhau, ép buộc các nông phu hoặc đi theo chúng hoặc là phải đến nơi khác, và nếu các nông phu không nghe lời khuyến cáo chúng sẽ cho Cục vệ sinh đến dỡ bỏ điểm dừng chân của họ.
Chàng Tom bị cuốn vào cuộc kích thích trong cơn phẫn nộ của đám đông và trong lúc hỗn loạn Tom đã đánh viên sĩ quan cảnh sát. Tuy mục sư Casy đã che giấu cho gia đình Tom trốn chạy nhưng chính bản thân ông lại bị cảnh sát đưa đi. Gia đình Tom đã bất đắc dĩ phải đến xin việc ở một nông trường hái đào nhưng khi đến địa điểm này thì ở đó đã tập hợp được 5 gia đình mà mỗi gia đình do hai viên cảnh sát lái xe máy dẫn đường. Trên con đường tràn ngập các đồn bốt với cảnh sát súng đạn rầm rộ, với những người lao động đứng trên các rãnh cạn dọc đường tức tối kêu gào vung nắm đấm, và mỗi lần 6 gia đình, trong đó có gia đình Tom, đi qua trạm gác thì cửa liền đóng chặt. Cảnh tượng không giống như đến trang trại mà như đến nhà ngục khiến Tom cảm thấy bất an.
Khi đến trang trại thu hái đào, hai người quản lý từ xe này sang xe khác hỏi những người trên xe có làm công hay không và chỉ cần có người đáp là chúng lập tức ghi tên họ lại bất chấp họ có đồng ý hay không, không cho phép họ hỏi han gì thêm mà thô bạo ra lệnh cho họ lập tức đi làm việc. Bà mẹ Tom cầm đồng tiền kiếm được trong ngày đến căng tin mua thức ăn nhưng thực phẩm trong cửa hàng tạp hóa này đều là những thứ hàng hóa kém chất lượng, quá đát mà các cửa hàng trong thị trấn không thể bán được, nhưng giá cả lại đắt gấp đôi ở thị trấn. Gia đình Tom, mặc dù rõ ràng chịu hai tầng áp bức, phía ông chủ đồn điền và phía giới đầu cơ thực phẩm, nhưng vì còn có việc để làm, có cái để ăn nên vẫn tạm hài lòng.
Khi mọi người đang ngủ yên trong đêm, Tom vẫn thao thức. Ban ngày khi họ đi vào cổng lớn thấy đâu đâu cũng có cảnh giới rất nghiêm ngặt, bên ngoài cổng xúm xít một đám người trông hết sức giận dữ khiến Tom cảm thấy sự việc rất kỳ quặc. Anh muốn làm rõ trắng đen nên nhân lúc nửa đêm liền lặng lẽ chui ra khỏi màn, đi ra ngoài. Vừa ra cổng lớn thì nòng súng và đèn pin của bọn cảnh vệ cùng nhất tề hướng về phía Tom hỏi xem anh định làm gì. Tom mượn cớ nói đi tắm mới khiến bọn cảnh vệ cho qua. Anh nghe loáng thoáng thấy hai cảnh vệ nói, các công nhân do bất mãn vì công xá mỗi ngày một giảm nên đã bãi công, làm kinh động cảnh sát trong hạt, cảnh sát muốn trừng trị những người cầm đầu gây ra chuyện đó nhất là muốn tóm được người đứng ra xúi bẩy gây chuyện có dáng người cao gầy. Nghe được những lời đó, Tom quyết định truyền tin cho những người nghèo khổ cùng làm việc đang rơi vào hoàn cảnh nguy hiểm kia.
Nhanh chóng tìm ra những anh em bãi công, Tom chợt phát hiện ra điều ngoài dự đoán của anh là người đứng đầu cuộc bãi công chính là mục sư Casy, người từng cứu Tom trước kia. Casy nói với Tom rằng, nguyên nhân mọi người bãi công là do chủ nông trường khấu trừ tiền công, bắt đầu quyết định là mỗi giờ làm việc đáng 5 xu, nhưng do nguồn nhân lực nhiều lên khiến chủ thuê giảm tiền công xuống một nửa. Số tiền công ít ỏi này không đủ nuôi sống gia đình khiến các công nhân bèn tuyên bố bãi công. Tom cũng lập tức gia nhập cộng đồng bãi công. Chủ nông trại liền mời một loạt cảnh sát đến trấn áp.
Trong khi tranh đấu với bọn cảnh sát, Tom đã lỡ tay giết chết một viên cảnh sát, kẻ đã đánh chết người tổ chức bãi công là mục sư Casy. Anh đành phải trốn chạy lần nữa khi bám theo con suối nhỏ chạy đến một cánh rừng lúp xúp đằng xa.
Gia đình Tom lại một lần nữa chạy trốn khỏi trại trồng đào để rồi sau đó xin được việc làm tại một đồn điền trồng bông, dù bà mẹ phải đành lòng giấu Tom vào chiếc cống ngoài bụi rậm còn cả nhà xuống đồng, đêm về tạm trú trong một toa tàu bỏ hoang. Thế nhưng công việc trồng bông ở đồn điền chẳng mấy chốc đã kết thúc, vừa nhận chút tiền công ít ỏi gia đình Tom đã phải đối mặt với nỗi lo hết việc. Rồi mùa mưa bão thình lình ập đến, đập chắn bị vỡ và nước tràn lên cả sàn tàu.
Giữa lúc khốn khó thì cô con gái của gia đình là Rozahan lại chuyển dạ, nhưng vì đẻ non nên đứa bé bị chết. Ngớt mưa, mọi người quyết định tìm đến nơi cao ráo hơn. Cả gia đình vừa đói, vừa ngấm lạnh và gần như tuyệt vọng vì kiệt sức cố vượt qua cánh đồng nước đến trú ở một nhà kho. Họ bắt gặp tại đây hai người đàn ông, một già và một trẻ, người già đã gần như lả đi vì sáu ngày nhịn đói. Thấy Rozahan bị ướt lạnh, anh thanh niên nhường chiếc chăn duy nhất của mình cho cô, còn cô khi nhìn cảnh ngộ của ông già đã vượt qua những rụt rè bản tính. Động lòng thương cảm, với sự khuyến khích của mẹ, Rozahan đã đi đến một quyết định mạnh bạo là ghé bầu vú căng sữa của mình vào miệng ông già đang kiệt sức.

## Tựa đề
Steinbeck gặp khó khăn trong việc chọn tựa đề cho cuốn tiểu thuyết của mình. Tựa đề Chùm nho uất hận do Carol Steinbeck, vợ của nhà văn đề nghị, xem có vẻ phù hợp với nội dung hơn bất kỳ tựa đề nào mà nhà văn nghĩ ra. Tựa đề này lấy ý từ lời của bài thánh ca "The Battle Hymn of the Republic" do Julia Ward Howe sáng tác. Lời câu thánh ca đó như sau:
Mắt tôi đã thấy vinh quang của sự hiện đến của Chúa:
Ngài sẽ chà đạp những vườn nho nơi chứa những chùm nho uất hận;
Ngài tuốt gươm kinh hoàng lấp lánh ánh tang tóc:
Chân lý của Ngài đang đến.
Lời thánh ca này lại dựa trên phân đoạn Thánh Kinh trong sách Khải Huyền 14:19-20, trình bày khải thị về sự xét đoán thiên thượng và giải cứu khỏi sự áp bức trong ngày phán xét cuối cùng.
Thiên sứ quăng lưỡi liềm xuống đất, cắt vườn nho ở đất và ném nho vào thùng lớn thạnh nộ của Đức Chúa Trời. Thùng ấy phải giày đạp tại ngoài thành; rồi có huyết ở thùng chảy ra, huyết đó lên đến chỗ khớp ngựa, dài một quãng là một ngàn sáu trăm dặm. 
Như chúng ta có thể tiên đoán, hình ảnh gợi lên từ tựa đề là một biểu tượng quan trọng trong việc phát triển câu chuyện và chủ đề lớn của cuốn tiểu thuyết: Những áp bức kinh khủng từ những lò ép rượu nho tại Dust Bowl sẽ tạo nên uất hận kinh hoàng nhưng cũng đem lại sự giải phóng những người làm công qua sự hợp tác của họ.

## Giá trị tác phẩm
Chùm nho uất hận lấy bối cảnh không gian tương đối hẹp, hành trình từ Oklahoma đến California cũng là quá trình đi xuống đáy cùng xã hội của một gia đình nông dân Mỹ, gia đình Joad (Tom). Nhưng tác phẩm đồng thời cũng phản ánh một cuộc di dân khổng lồ, nạn thất nghiệp khủng khiếp trong tầng lớp nông dân và tiểu chủ Mỹ trước sức phát triển mạnh mẽ của khoa học kỹ thuật với sự thay thế sức lao động con người của máy móc hiện đại, một bức tranh sống động về hiện thực đời sống của người nông phu Mỹ bị phá sản giãy giụa để sinh tồn, cũng như không khí hỗn loạn của khủng hoảng kinh tế và sự tước đoạt dã man thành quả lao động của con người trong xã hội Mỹ trước Đại chiến thế giới thứ 2.
Phản ánh một giai đoạn ngắn ngủi trong lịch sử Mỹ và trên địa điểm cụ thể là bang California, nhưng ý nghĩa tác phẩm đã vượt xa hơn khi mang ý nghĩa của một sử thi bi kịch về nhân dân Mỹ. Chùm nho uất hận đã trở thành tiếng kêu cứu khẩn thiết của nhân dân lao động bị thất nghiệp, sống trong những căn lều lụp xụp trên khắp đất nước. Mặc dù có sức lao động phi thường và biết hy vọng vào tương lai, nhưng cuộc đời của họ đang ngày càng dấn sâu hơn vào con đường khổ ải.
Tuy nhiên, Chùm nho uất hận không chỉ chân thực phản ánh sự tàn khốc của một thời kỳ lịch sử Mỹ quốc, mà còn chú trọng trình bày tình cảm đối với quê hương, sự lưu luyến đối với đất đai, tâm lý chống đối cách mạng công nghiệp, tình cảm đối địch với bộ máy quốc gia cảnh sát và nhà ngục. Tác phẩm cũng đồng thời phản ánh phương diện lạnh lùng khắc nghiệt của cách mạng công nghiệp.
Tiểu thuyết tập trung mô tả hai hình tượng Tom và Casy. Tôm tính tình thô bạo nhưng dám phản kháng và đấu tranh, cuối cùng tìm được hướng đi cho bản thân qua sự kết hợp tự nguyện vận mệnh của cá nhân với vận mệnh của những người cùng khổ. Casy là một mục sư lang thang, chống lại Thượng đế của ông và vứt bỏ giáo chức để quan tâm đến nỗi cực khổ của nhân dân thời đó, đã hy sinh vì tổ chức cuộc bãi công.
Về mặt nghệ thuật, Chùm nho uất hận thể hiện một văn phong già dặn và giàu xúc cảm. Bằng tính chân thực và tính sâu sắc to lớn, bút pháp tả thực có sức tố cáo mạnh mẽ, tác phẩm đã lôi cuốn người đọc ngay từ khi được xuất bản lần đầu tại Oklahoma với lượng phát hành vượt trên cả Cuốn theo chiều gió và rất nhanh chóng được dựng thành phim, gây nên nhiều dư luận trái ngược về ý nghĩa của tác phẩm đối với độc giả đương thời bao gồm cả những ông chủ tư bản giàu sụ và những người làm thuê khốn cùng.

## Bản dịch tiếng Việt
- Chùm nho uất hận, 2 tập, Võ Lang dịch, Nhà xuất bản Khai Trí, Sài Gòn 1972.
- Chùm nho phẫn nộ, Phạm Thủy Ba dịch. Bản in lần đầu 2 tập tại Nhà xuất bản Tác phẩm mới, Hà Nội (tập 1 có 410 trang khổ 19 cm in năm 1975, tập 2 có 408 trang khổ 19 cm in năm 1989), tái bản tại Nhà xuất bản Hội Nhà văn năm 1994. Được gộp thành một tập duy nhất với 940 trang khổ 19 cm in tại Nhà xuất bản Hội Nhà văn năm 2000. Nhà xuất bản Văn học tái bản năm 2007.
- Chùm nho thịnh nộ, Phạm Văn dịch, Nhà xuất bản Hội Nhà văn và Công ty cổ phần sách Tao Đàn 2020.

## Phim chuyển thể
Phim năm 1940 do John Ford đạo diễn, các diễn viên Henry Fonda, Jane Darwell, John Carradine... Phim giành 2 giải Oscar (đạo diễn và nữ diễn viên phụ), được chỉ định 5 giải khác, và giành một số giải thưởng khác, nằm trong 100 phim hay nhất của Viện điện ảnh Mỹ.